# Strečno
Strečno (in ungherese Sztrecsény) è un comune della Slovacchia facente parte del distretto di Žilina, nella regione omonima.